# Dune (cráter)

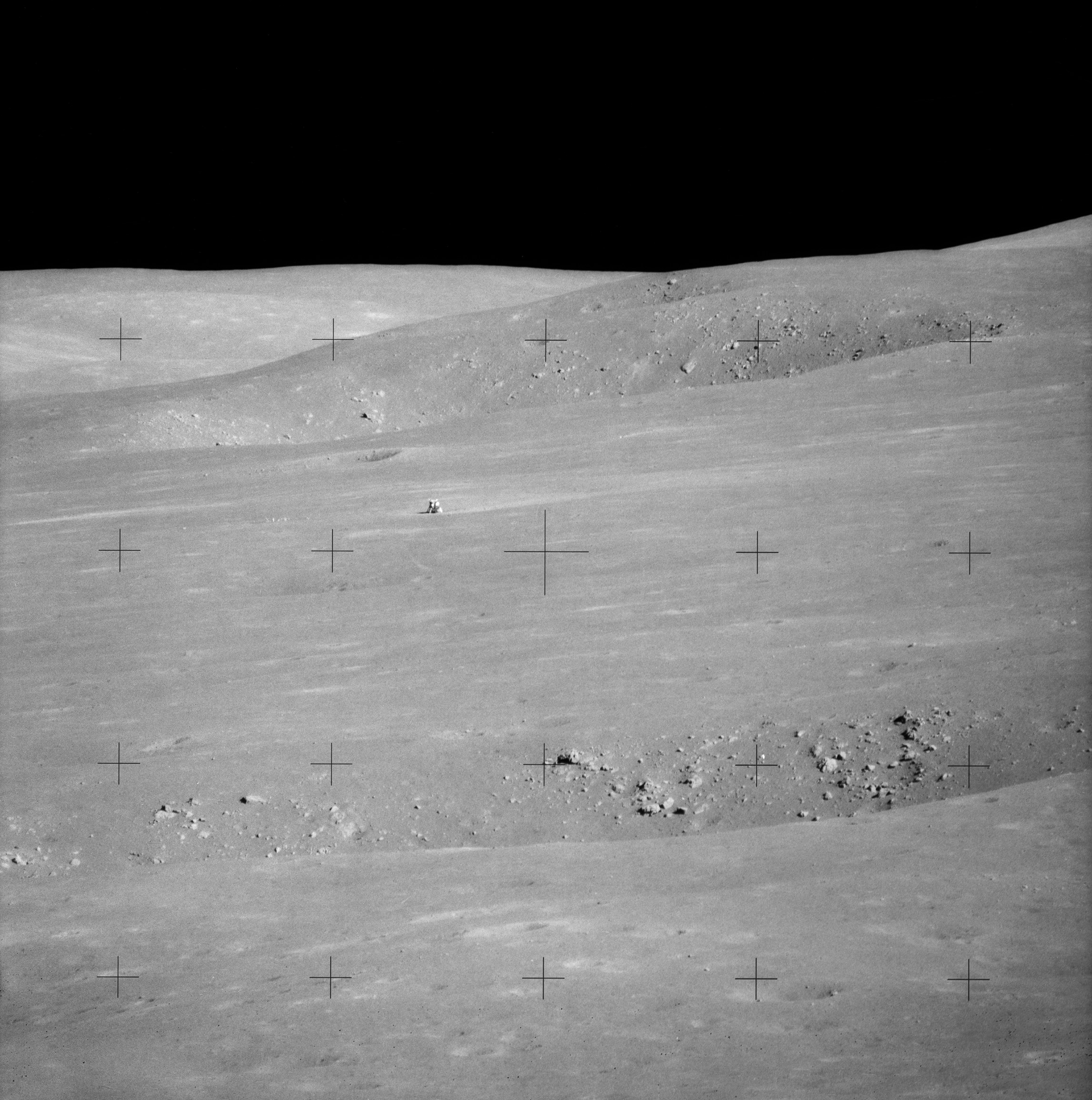
Una vista con teleobjetivo desde la ladera del Mons Hadley Delta en la estación 6A, orientada al norte, muestra a Dune en primer plano. El módulo lunar Falcon está cerca del centro, y el North Complex aparece más allá del módulo lunar.

Dune es un cráter de la Luna, perteneciente a la región Hadley-Apennine. Se encuentra a unos 1.8 km al este del cañón Hadley Rille, a menos de 1 km al sur del cráter Earthlight (más pequeño) y a unos 3 km al sur del lugar de aterrizaje del Apolo 15.
|  |
|  |

Los astronautas David Scott y James B. Irwin visitaron el borde sur de Dune en 1971, como parte de la EVA 2 de la misión Apolo 15. El borde sur de Dune fue denominado Estación de Geología 4 de la misión.

## Denominación
El cráter fue nombrado por los astronautas en referencia a la novela Dune, obra de Frank Herbert, y el nombre fue adoptado formalmente por el UAI en 1973. Tiene su origen en las denominaciones topográficas utilizadas en la hoja a escala 1/50.000 del Lunar Topophotomap con la referencia 41B4S1 Apollo 15 Landing Area.

## Muestras

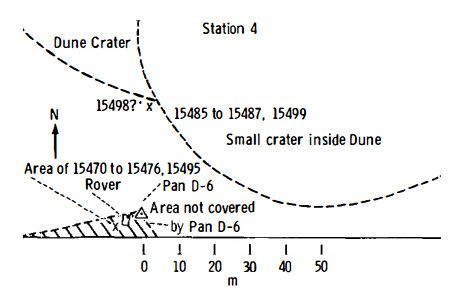
Mapa planimétrico de la Estación 4 del «Informe Científico Preliminar del Apolo 15». Las marcas X indican ubicaciones de muestras, los números de 5 dígitos son las referencias de las muestras del LRL, un rectángulo representa el rover lunar (el punto indica la cámara de TV), los puntos negros son rocas grandes, las líneas discontinuas son bordes de cráteres u otras características topográficas, y los triángulos son los puntos desde donde se tomaron panorámicas.

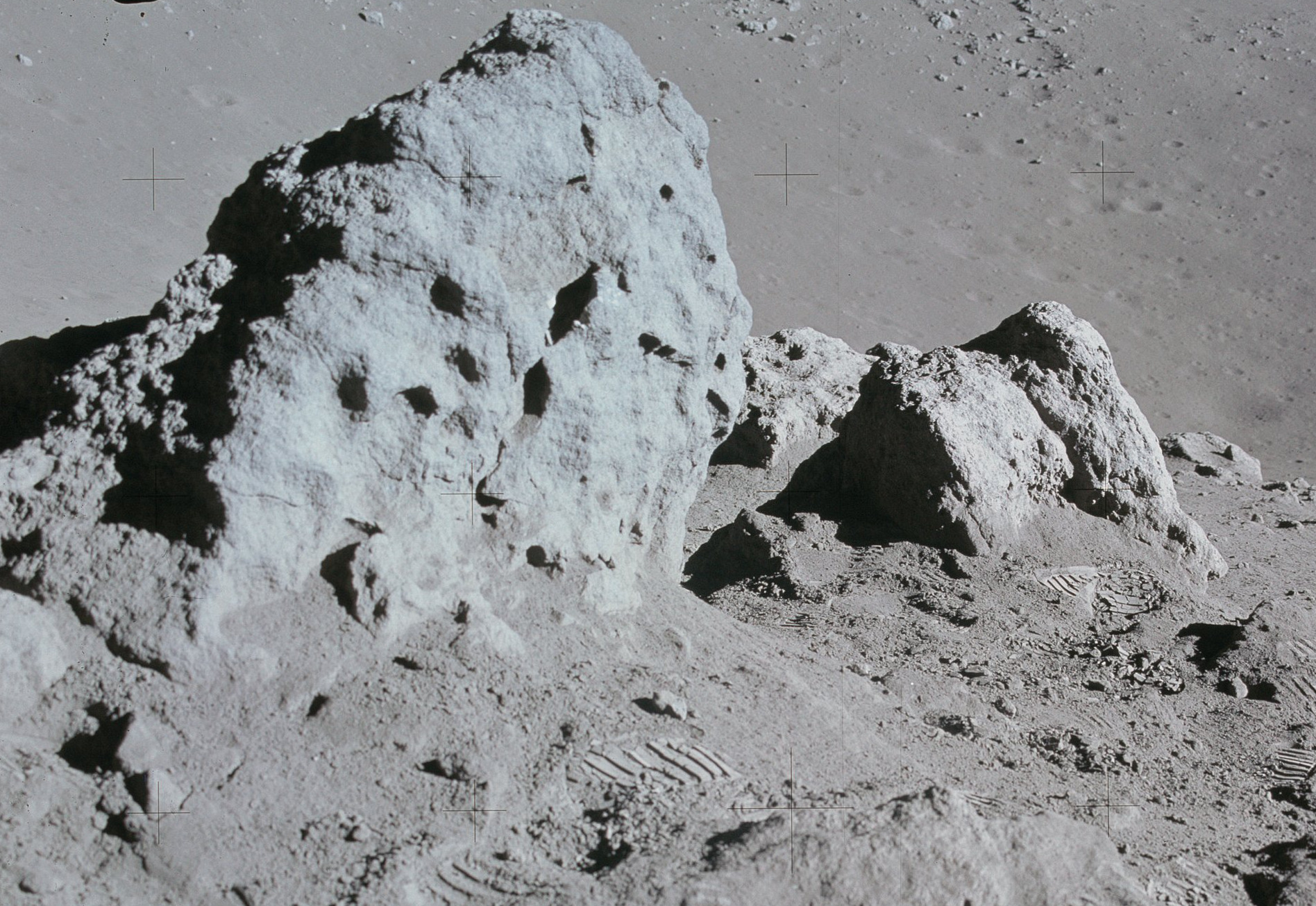
Gran parte de la actividad en la estación 4 estuvo dedicada a los cantos rodados que se muestran en esta fotografía. Estas rocas son basaltos y representan material excavado durante la formación del cráter Dune. La tripulación informó que las vesículas abundaban en los cantos rodados en este lugar y que algunas vesículas tenían hasta 9 cm de diámetro. La abundancia y el tamaño de las vesículas en estos cantos rodados sugieren que este material basáltico se enfrió en o muy cerca de la superficie lunar. (Imagen y texto de la NASA)

Las siguientes muestras se obtuvieron del Cráter Dune (Estación 4), como se enumera en la Tabla 5-II del Informe Preliminar de Ciencias del Apollo 15. El tipo de muestra, la litología y la descripción son de la Tabla 5-IV del mismo volumen.
| Muestra       | Foto | Litología | Descripción |
| 15470 a 15474 | -    | suelo     | Recogidos con las muestras 15475 y 15476 |
| 15475         | -    | basalto   | Basalto en bloques, angular, de grano grueso medio, porfiroide con prismas de color verde pálido de 15 mm de largo en una masa de suelo con ligera presencia de cavidades entre infiltraciones de plagioclasa de aproximadamente 2 mm de largo y piroxeno de color amarillo pálido |
| 15476         | -    | basalto   | Basalto porfídico lajoso y subangular, con fenocristales de piroxeno marrón de 15 mm de largo sobre una base ligeramente ahuecada de plagioclasa, y silicatos máficos marrones y verdes |
| 15485         |      | basalto   | Basalto anguloso con prismas de piroxeno marrones de 7 mm de largo en una masa terrestre moderadamente ahuecada de plagioclasa alineada con flujo de 2 a 3 mm de largo y silicatos máficos de color verde-marrón |
| 15486         |      | basalto   | Basalto en bloques, angular, porfídico con fenocristales piroxénicos pardos de 7 mm de largo en una base ligeramente ahuecada de placas de plagioclasa y piroxeno. El material gris verdoso claro recubre la superficie |
| 15495         |      | basalto   | Basalto en bloques, subangular, con oquedades incluyendo prismas de piroxeno de color marrón oscuro de 10 mm de largo en las cavidades |
| 15498         |      | brecha    | Una brecha angular en bloques, recubierta de vidrio con aproximadamente 10 % de clastos félsicos mayores de 1 mm. Los tamaños son seriados y la roca contiene de un 10 a un 15 % de clastos félsicos de 0.5 a 1.0 mm. El vidrio oscuro y vesicular en contacto con la brecha cubre partes de los cuatro lados de la roca. La matriz gris es cohesiva                                                                          |
| 15499         |      | basalto   | Basalto en bloques, angular, altamente vesicular. Las vesículas parecen graduarse en tamaño y abundancia a través de la roca. Una superficie está recubierta por una ligera capa de color gris amarillento claro, que se transforma en un revestimiento gris oscuro muy oscuro en uno de los bordes. La roca es porfírica, con prismas de piroxeno marrones de 10 mm de largo en una base de placas de plagioclasa y piroxeno |

Las muestras 15470 a 15476 se recogieron cerca de donde estaba estacionado el rover, al sur del borde de Dune. Las muestras 15485, 15486 y 15499 se obtuvieron de la roca más grande en la fotografía anterior. La muestra también 15498 se recolectó cerca de este último lugar.